# 弥富駅
弥富駅（やとみえき）は、愛知県弥富市鯏浦町（うぐいうらちょう）中六にある、東海旅客鉄道（JR東海）・名古屋鉄道（名鉄）の駅である。

## 乗り入れ・接続路線
JR東海の関西本線と、当駅を起点とする名鉄の尾西線との接続駅であり、両社が構内を共用する共同使用駅となっている。また、当駅南側に100m程離れて近畿日本鉄道（近鉄）名古屋線の近鉄弥富駅があり、徒歩連絡が可能である。JR東海・近鉄・名鉄の3社が乗り換えが可能な駅は名古屋駅（名古屋・名鉄名古屋・近鉄名古屋）と当駅だけである。関西本線の運行形態の詳細は「関西線 (名古屋地区)」を参照。
関西本線の駅にはCJ05、尾西線の駅にはTB11の駅番号がそれぞれ設定されている。
名鉄は当駅始発電車の多くが吉良吉田駅または豊明駅（ただし、平日日中および休日は須ヶ口駅）まで直通する。ただし、名鉄名古屋方面へは津島、須ヶ口を経由するため遠回りになる。自社の直営駅ではないため夜間滞泊は行っておらず、始発列車は津島方面から営業列車で送り込まれる。そのため始発が遅く、午前5時台には発車がない。始発列車の前に回送列車は到着しない。これとは逆に23時台に最終列車が当駅に到着した後は回送列車となって津島方面に折り返していく。
JRは区間快速と普通が停車、名鉄は普通のみが発着する。両線とも概ね1時間に2本程度である。当駅を発着する名鉄の列車はほとんど4両編成であり、全て車掌も乗務している。JRの列車は大半が2両編成で、一部の普通はワンマン運転である。
かつては、名鉄尾西線各駅と関西本線の蟹江・桑名・富田・四日市・加佐登・亀山・伊賀上野・奈良、桜井線の天理、紀勢本線の紀伊長島・尾鷲・熊野市・新宮で連絡運輸を行っていた。

## 歴史
- 1895年（明治28年）
  - 5月24日：関西鉄道の前ヶ須駅（まえがすえき）として、名古屋 - 前ヶ須間の開通時に開業[5]。
  - 11月7日：弥富駅に改称[5]。弥富 - 桑名間も開通し、草津 - 名古屋間全通。
- 1898年（明治31年）4月3日：尾西鉄道（現在の名鉄尾西線）が弥富 - 津島間で開業し当駅に乗り入れ。当時は蒸気機関車が走っていた[6]。
- 1907年（明治40年）10月1日：関西鉄道が国有化[5]。
- 1909年（明治42年）10月12日：国有鉄道の線路名称が制定され、関西本線の所属となる[7]。
- 1923年 (大正12年) 11月：列車電化。
- 1925年（大正14年）8月1日：尾西鉄道が名古屋鉄道に買収され、同社の尾西線となる。
- 1980年（昭和55年）10月1日：国鉄駅の車扱貨物取り扱いを廃止[5]。
- 1983年（昭和58年）度：名鉄線貨物営業廃止[8]。
- 1985年（昭和60年）3月14日：国鉄駅の荷物取り扱いを廃止[5]。
- 1987年（昭和62年）4月1日：国鉄分割民営化により、国鉄駅は東海旅客鉄道（JR東海）が継承[5]。
- 1989年（平成元年）7月1日：名鉄が駅業務をJR東海に委託[9]。
- 1992年（平成4年）11月：JR全線きっぷうりば営業開始。
- 1997年 (平成9年）8月：現行の駅舎に改築。
- 2006年（平成18年）11月25日：JR東海でICカードTOICA供用開始。
- 2011年（平成23年）2月11日：名鉄でICカードmanaca供用開始。
- 2012年（平成24年）
  - 2月29日：トランパス供用終了。
  - 4月21日：TOICAとmanaca共用開始。
- 2016年（平成28年）9月：ホーム上にあった「日本一低い駅」表示が調査不十分として白塗りにされる[10]。
- 2020年（令和2年）12月8日：簡易型自動改札機設置。
- 2021年（令和3年）2月1日：JR東海で集中旅客サービスシステム（現・お客様サポートサービス）の使用を開始[2][11]。

## 駅構造
6両編成対応の単式ホーム1面1線と島式ホーム1面2線、合計2面3線のホームを持つ地上駅。駅舎天井中央には、弥富市の名産である金魚の模様が施されたステンドグラスが飾られている。（旧駅舎では水槽で飼育された弥富金魚が飾られていた。）駅舎側（構内南側）に単式ホーム（1番線）、構内北側に島式ホーム（2・3番線）があり、2つのホームは跨線橋で連絡している。1・2番線の間には貨物列車待避用で非電化の中線がある。島式ホームに自動販売機がある（向きはJR側）。エレベーターやエスカレーターはない。駅自動放送や接近メロディはJR線には導入されているが、名鉄線には導入されていない。

### のりば
| 番線 | 事業者 | 路線                    | 方向 | 行先             |
| ---- | ------ | ----------------------- | ---- | ---------------- |
| 1    | JR東海 | CJ 関西本線             | 下り | 四日市・松阪方面 |
| 2    | JR東海 | CJ 関西本線             | 上り | 名古屋方面       |
| 3    | 名鉄   | TB 尾西線 （TB 津島線） | -    | 津島・須ヶ口方面 |

かつては、3番線の北側に貨物側線があり、名鉄・旧国鉄間の渡り線があったが、尾西線の貨物営業廃止後に撤去されたため、現在は駐車場となっている。名鉄は留置線等を設けておらず、佐屋方面からの列車がそのまま折り返す。

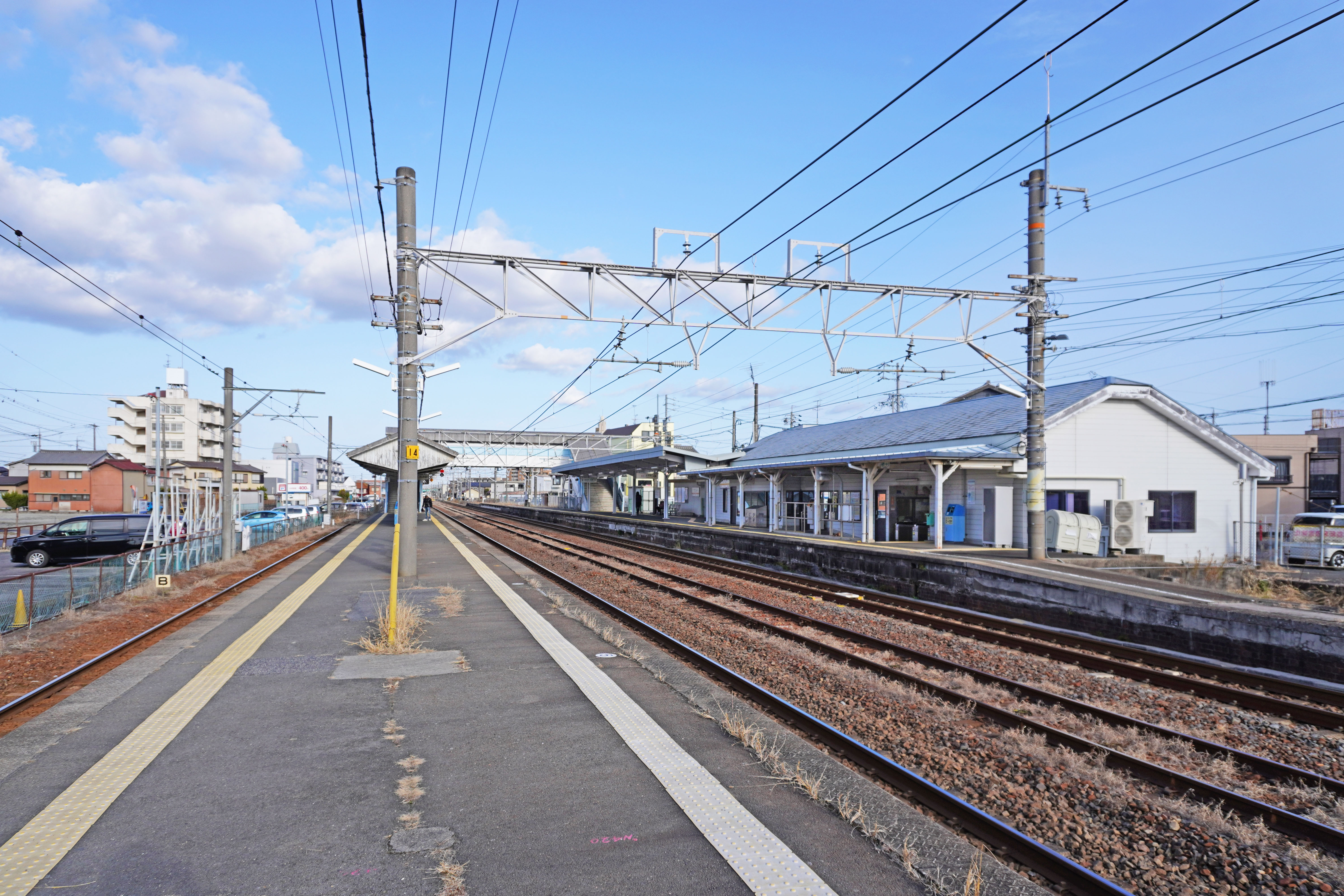
ホーム（2023年1月）
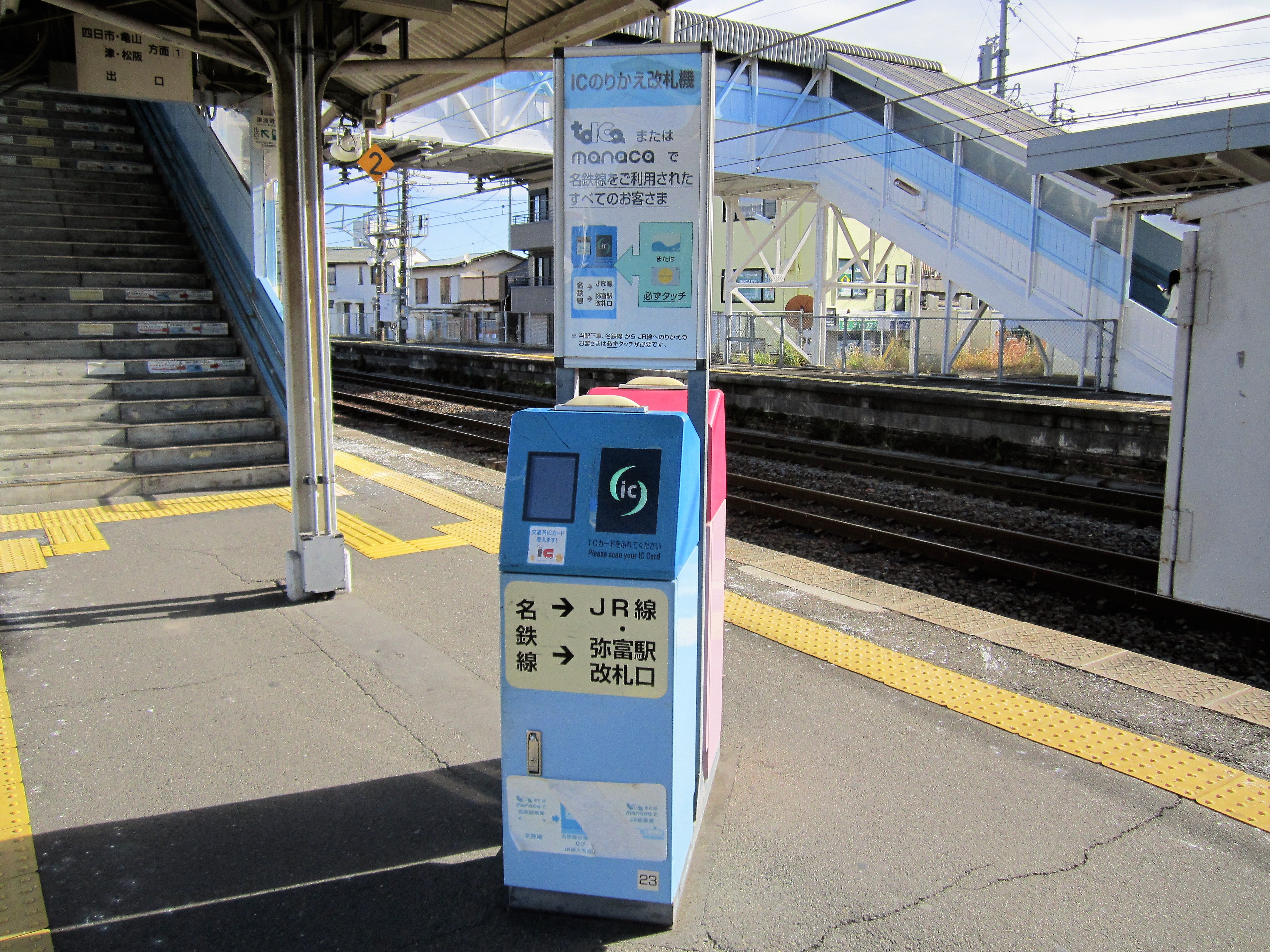
ホーム上にある乗換改札機（2018年12月）
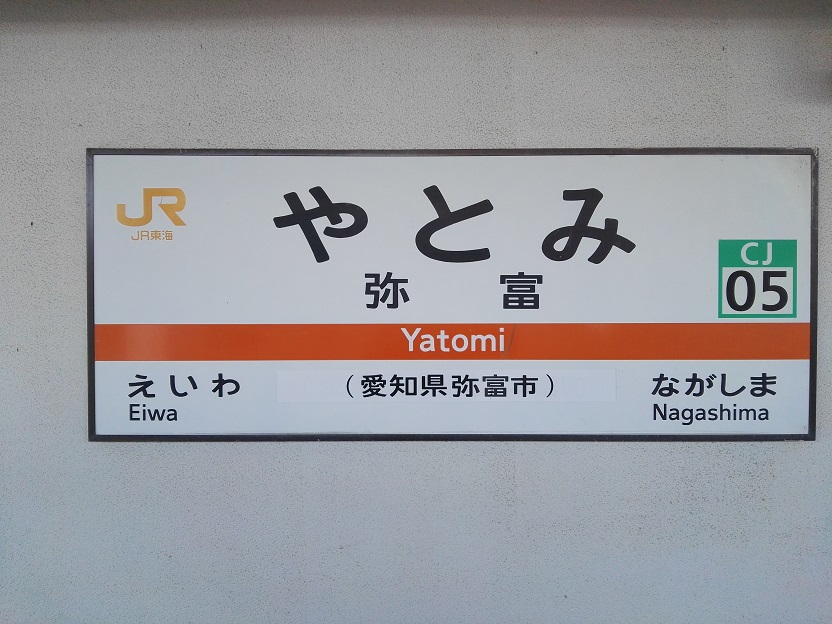
JR東海の駅名標（2019年1月）
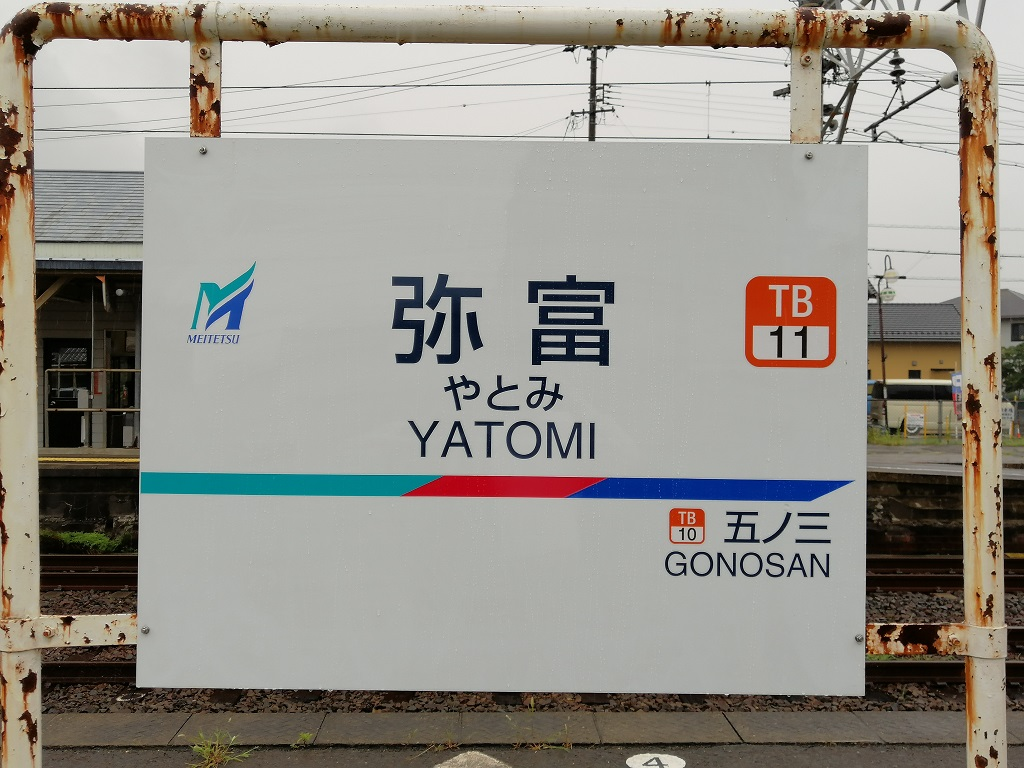
名鉄の駅名標（2021年8月）
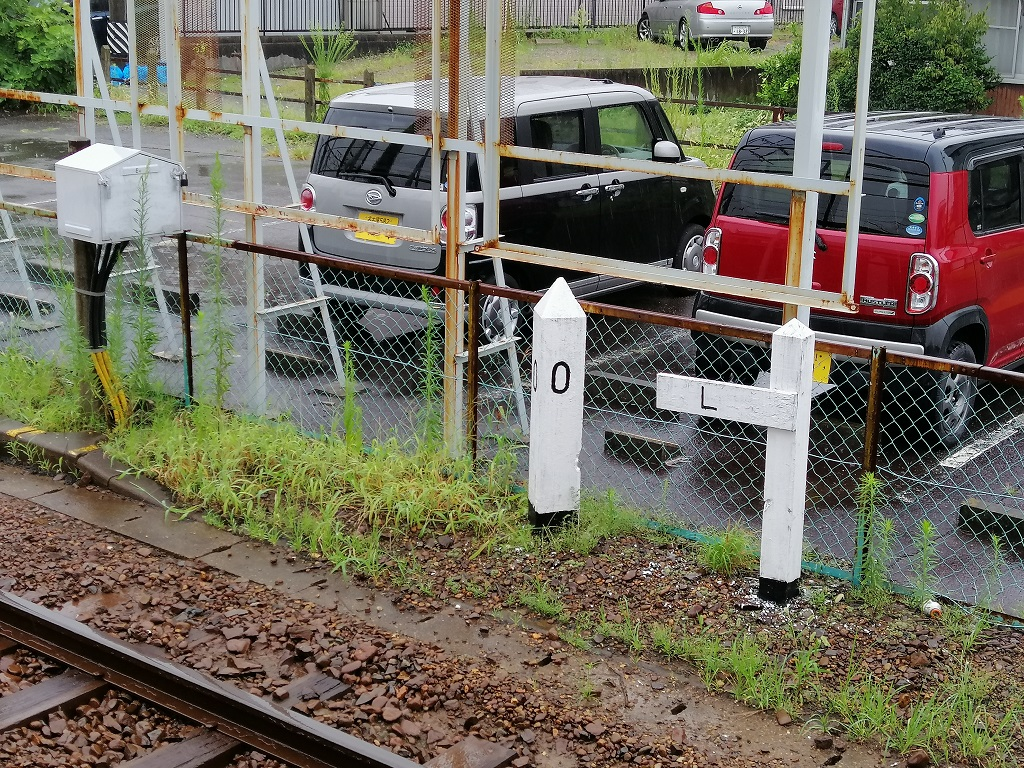
尾西線のゼロキロポスト（2021年8月）

### 日本一低い駅

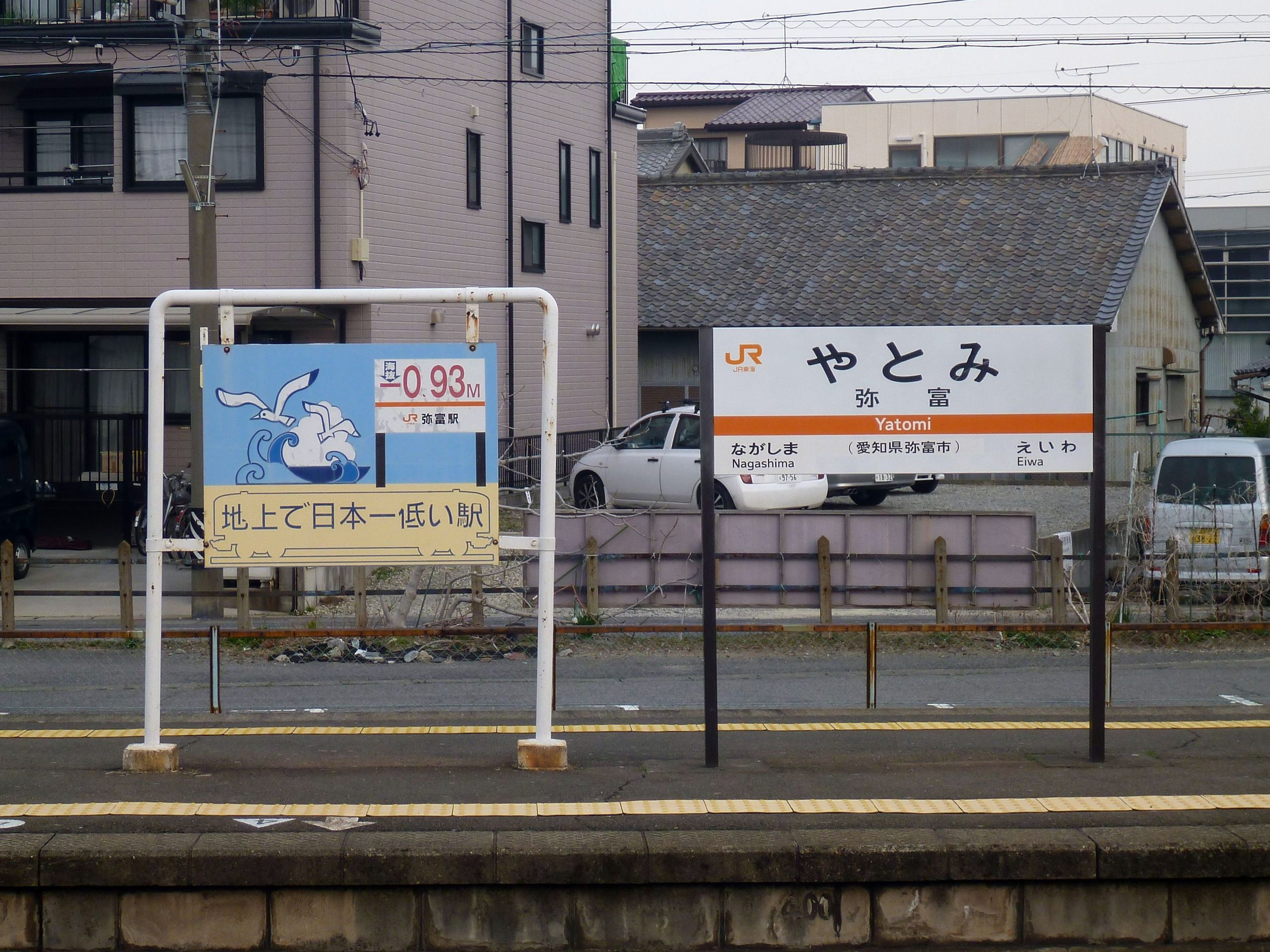
かつて存在した「地上で日本一低い駅」の看板

当駅は海抜ゼロメートル地帯の中にあり、かつては国鉄最低駅とされ、駅にも「地上で日本一低い駅」という掲示物がホームに設置されていた（海抜マイナス0.93メートル）。しかし、JR東海が改めて調べたところ、全国の駅の標高を確認しきれず、根拠不十分としてこの看板は2016年に白塗りで塗りつぶされた。
JR東海に取材した中日新聞では関東・阪神の海抜ゼロメートル地帯にある駅が当駅よりも低い可能性を指摘しており、東京の地域情報サイト「アーバンライフ東京」では東武鉄道亀戸線の亀戸水神駅の標高が海抜マイナス2.3メートルであるとしている。近隣地域でみても、当駅の南に隣接する近鉄弥富駅の方が低いのではないかと鉄道評論家の川島令三が著作で指摘したことがある。

### 配線図
| ← 名古屋方面                                  | 弥富駅 構内配線略図 | → 四日市方面 |
|                                               | ↓ 津島方面          |              |
| 凡例 出典: 黒線がJR関西本線、赤線が名鉄尾西線 |                     |              |

### 改札関係
JR東海が業務を実施し、JR東海交通事業に業務委託している。桑名駅管理となっており、窓口営業時間は7:45 - 19:00であるが、営業時間内でも不在となる時間もある。名鉄連絡先は名鉄一宮駅である。駅舎内部にはJR全線きっぷうりば（みどりの窓口相当）や自動券売機1台、簡易自動改札機やTOICAチャージ機が置かれている。従来の改札機はTOICA（相互利用可能なカードを含む）ならびに名鉄線におけるmanacaにのみ対応するものであり、磁気式乗車券には対応していなかったが、2021年（令和3年）2月1日の集中旅客サービスシステムの導入に伴い磁気式乗車券にも対応する簡易型自動改札機に交換された。また、名古屋駅から当駅まではワンマンの場合も車内精算は行わず、すべて駅で精算となる。八田駅、春田駅、蟹江駅とは異なりサポートつき指定席券売機がないため窓口営業時間外は指定席券や学割乗車券、定期乗車券などは購入できない。
なお、自動券売機はJR東海様式のタッチパネル式であり、名鉄線乗車券は画面右下の「名鉄」の表示をタッチし名鉄の運賃の画面に切り替える。名鉄線の乗車券もJR東海の地紋の磁気券で発行されている。また、窓口においては名鉄線定期券（manaca定期券含む）と乗車券（こちらは名鉄の地紋の磁気券）が名鉄の端末を配備して発売されているが、名鉄の企画乗車券は発売されていない。当駅の入場券は豊橋駅と同様にJR東海が管理しているため、150円（こども70円）である。自動券売機でmanacaへのチャージも可能であるが、名鉄様式のものではないためマイレージポイントの受取はできない（窓口処理で受取可能）。
TOICA又はmanacaでJR線と名鉄線を乗り継ぐ際は2・3番線ホームにある簡易改札機での記録が必要である。2012年（平成24年）4月21日のTOICA・manaca共通利用開始までは2・3番線ホームに簡易改札機がなかったため、名鉄線津島方面（3番線）からJR線名古屋方面（2番線）を移動する場合、跨線橋を渡り改札機まで行きカードをタッチしまた戻るという動線になっていた。

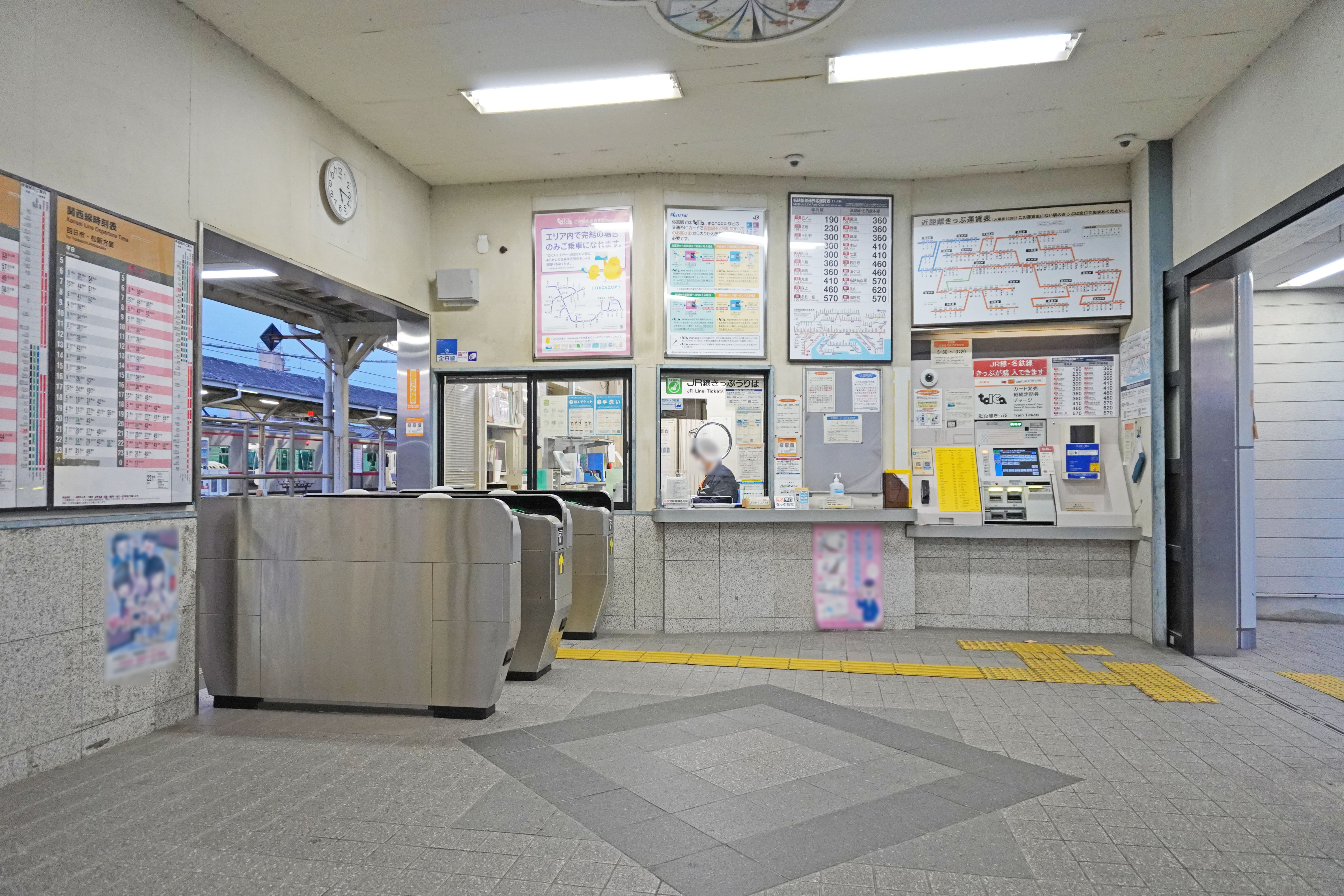
改札口と切符売り場（2023年1月）
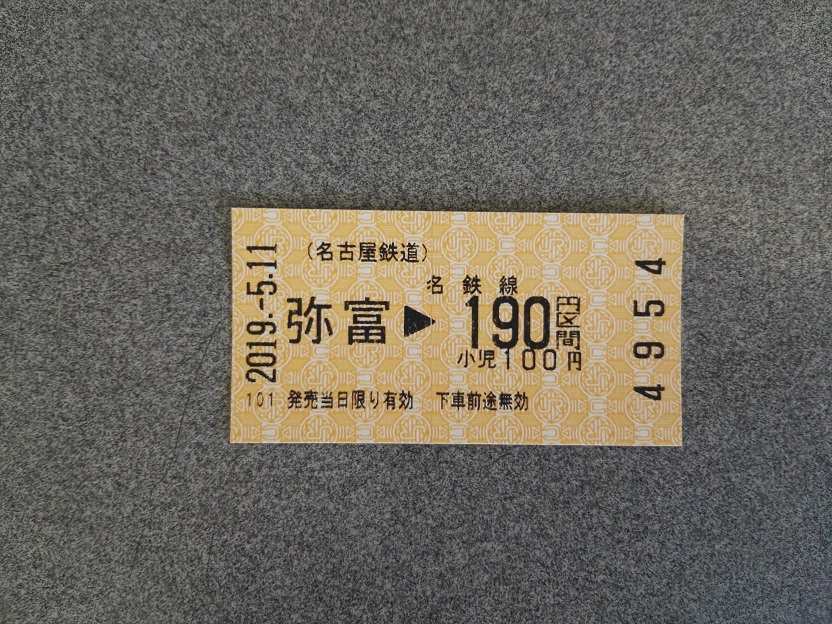
JR東海の地紋入り名鉄線のきっぷ（2019年5月）

## トランパス・交通系ICカードへの対応

### トランパス
名古屋鉄道では、尾西線にトランパスを導入していたが、例外的に当駅には導入されなかった（名鉄は2008年（平成20年）3月27日のプレスリリースにおいて、当駅へのSFカードシステム導入はしない事を正式に発表していた）。2012年（平成24年）2月29日まで当駅窓口ではトランパスの処理ができず、ホーム上にも自動精算機などトランパスを精算する機械は設置されていなかった。トランパスで入場して当駅で下車する場合には、発駅からの運賃を現金で支払った上で証明書を受け取り、次回利用の際に名鉄のトランパス対応駅においてカードの入場状態を取り消す処理を受ける必要があった。当駅は昼間時間帯に窓口が閉鎖されるため、この時間帯に下車すると証明書が受け取れないことになっていた。当駅から乗車して着駅でトランパスで出場する場合は、最短区間の乗車券を現金で購入して、着駅でトランパスで精算する事になっていた。
これらの取り扱いは、トランパスの利用終了に伴い2012年（平成24年）2月29日で終了した。トランパスカードは当面の間無手数料で払い戻すことになっているが、上記の通り当駅にはトランパスを処理する機器がないため、当駅では払い戻しは取り扱っていない。

### 交通系ICカード

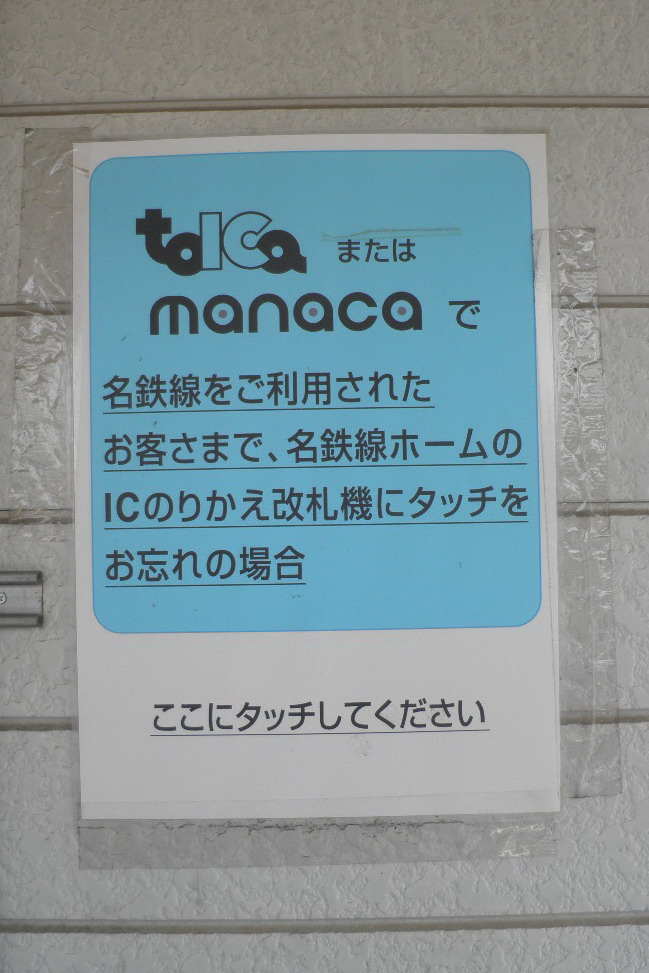
ICカード利用時のJRと名鉄の乗り換え方法の案内

JR東海が2006年（平成18年）11月25日からICカード乗車券「TOICA」を導入した後、名鉄が2011年（平成23年）2月11日からICカード乗車券「manaca」を当駅にも導入したことで、簡易ICカード改札機で両方のICカードが利用できるようになった。ただし2012年（平成24年）4月21日よりTOICA・manacaの相互利用が行われるまで、両線を乗り換える場合は、いったん改札外へ出場の上、Uターンして再入場しなければならなかった。また同時期には、出場の際にmanacaの残額が不足していた場合には係員に申し出てチャージを行い、改めて簡易ICカード改札機にタッチして出場処理を終える必要があった。早朝・深夜ならびに係員の昼休み中などにはmanacaのチャージができなかった（当駅のTOICAチャージ機はTOICA専用）ため、出場処理ができなかった場合には別の機会に名鉄の係員配置駅に申し出て出場処理を行う必要があった。
2012年（平成24年）4月21日からは、manacaとTOICAとの相互利用開始により、当駅でmanacaのチャージがいつでも出来るようになった（TOICA用のチャージ機での対応）。ただし、TOICAまたはmanacaを用いて当駅で両線を乗り換える場合は、構内に設置している乗換用の簡易ICカード改札機（JR→名鉄はピンク、名鉄→JRは青）に必ずタッチしなければならない。また当駅より名鉄線のみに乗降する場合には、改札口（入出場用）・ホーム上（乗換用）の簡易ICカード改札機双方に都合2回タッチする必要があったが、2021年（令和3年）2月1日の集中旅客サービスシステム導入に伴い入出場用簡易ICカード改札機が撤去されたため、乗換用簡易ICカード改札機と簡易型自動改札機とへのタッチに変更した。

## 利用状況

### JR東海
- 『都市交通年報』によると、2005年（平成17年）度の年間乗車人員は定期外91,344人、定期242,423人、計333,767人である。

### 名古屋鉄道
- 『名鉄120年：近20年のあゆみ』によると2013年度当時の1日平均乗降人員は2,893人であり、この値は名鉄全駅（275駅）中148位、尾西線（22駅）中7位であった[1]。
- 『名古屋鉄道百年史』によると1992年度当時の1日平均乗降人員は3,046人であり、この値は岐阜市内線均一運賃区間内各駅（岐阜市内線・田神線・美濃町線徹明町駅 - 琴塚駅間）を除く名鉄全駅（342駅）中140位、尾西線（23駅）中7位であった[18]。
- 『愛知県統計年鑑』によると、2010年度の一日平均乗車人員は1,254人である。

## 駅周辺
- 弥富市役所
- 弥富郵便局
- 近鉄名古屋線 近鉄弥富駅（徒歩で約3分）
- ウイングプラザ パディー（ヨシヅヤ 弥富店・ヤマナカ 弥富店）
- イオンタウン弥富
- 川崎重工業 弥富寮
- DCM 弥富店
- 海南病院

## 隣の駅
東海旅客鉄道（JR東海）
CJ 関西本線
■快速「みえ」・■快速
通過
■区間快速
蟹江駅 (CJ03) - 弥富駅 (CJ05)  - 桑名駅 (CJ07)
■普通
永和駅 (CJ04) - （白鳥信号場） - 弥富駅 (CJ05)  - 長島駅 (CJ06)
名古屋鉄道
TB 尾西線（津島線）
弥富駅 (TB11)  - 五ノ三駅 (TB10)